# 1,2,4-triazol
1,2,4-triazol (jako ligand v koordinačních sloučeninách mívá zkratku Htrz) je dusíkatá heterocyklická sloučenina, společně s 1,2,3-triazolem je jedním z triazolů, heterocyklických sloučenin s nenasyceným pětičlenným cyklem obsahujícím tři atomy dusíku. Deriváty této zásadité látky, například flukonazol a itrakonazol se používají jako antimykotika.
1,2,4-triazoly lze připravit Einhornovou-Brunnerovou reakcí nebo Pellizzariho reakcí.
Samotný 1,2,4-triazol může být připraven z thiosemikarbazidu acylací kyselinou mravenčí následovanou cyklizací 1-formyl-3-thiosemikarbazidu 1,2,4-triazol-3(5)-thiol; oxidací tohoto thiolu kyselinou dusičnou vzniká 1,2,4-triazol.
1,2,4-triazolový cyklus se objevuje v molekulách některých N-heterocyklických karbenů.